# Codex (häst)
Codex, född 28 februari 1977, död 20 augusti 1984, var ett engelskt fullblod, mest känd för att ha segrat i Preakness Stakes (1980).

## Bakgrund
Codex var en fuxhingst efter Arts And Letters och under Roundup Rose (efter Minnesota Mac). Han föddes upp och ägdes av Tartan Stable. Han tränades under tävlingskarriären av D. Wayne Lukas och reds oftast av Ángel Cordero Jr.. 
Codex tävlade mellan 1979 och 1980, och sprang totalt in 534 576 dollar på 15 starter, varav 6 segrar, 2 andraplatser och 1 tredjeplats. Han tog karriärens största seger i Preakness Stakes (1980). Han segrade även i Santa Anita Derby (1980) och Hollywood Derby (1980).

## Karriär
Codex ansågs vara den dominerande treåriga hingsten i Kalifornien efter att ha vunnit Santa Anita Derby och Hollywood Derby 1980. Hästens ägare, John Nerud, trodde att Triple Crown-löp kunde skada en häst och tillät inte tränare D. Wayne Lukas att anmäla Codex till Kentucky Derby 1980.
Lukas anmälde först inte Codex till 1980 års Preakness Stakes, men hästen kom in av misstag, av Lukas 22-årige son, Jeff, som arbetade som assisterande tränare. Codex, som reds av Ángel Cordero Jr., slog årets Kentucky Derby-vinnare, stoet Genuine Risk, med 4 längder, och blev Lukas första vinnare i Triple Crown-löpet. Segern blev senare omtalad, och Codex utreddes för trängning. Efter vittnesmål från dussintals vittnen, beslutade Maryland Racing Commission att all kontakt var tillfällig och lät resultatet stå sig. Kontroversen ökade uppmärksamheten i media om det kommande Belmont Stakes som en rivalitet mellan Codex och Genuine Risk.
Vid 1980 års Belmont Stakes slutade Codex på sjunde plats efter Temperence Hill. Genuine Risk slutade tvåa.

### Som avelshingst
Codex avslutade sin tävlingskarriär efter Belmont Stakes för att istället vara verksam som avelshingst. Codex fick tre bra kullar innan han hittades helt förlamad i sin box. Han avlivades den 20 augusti 1984.